# Sihotang Hasugian Toruan
Sihotang Hasugian Toruan is een bestuurslaag in het regentschap Humbang Hasundutan van de provincie Noord-Sumatra, Indonesië. Sihotang Hasugian Toruan telt 876 inwoners (volkstelling 2010).